# Kilkís
Kilkís (griego: Κιλκίς) es un municipio de la República Helénica perteneciente a la unidad periférica de Kilkís de la periferia de Macedonia Central.
El municipio se formó en 2011 mediante la fusión de los antiguos municipios de Cherso, Doirani, Gallikós, Kilkís, Kroussa, Mouriés y Pikrolimni, que pasaron a ser unidades municipales. El municipio tiene un área de 1599,6 km², de los cuales solo 319,8 pertenecen a la unidad municipal de Kilkís.
En 2011 el municipio tiene 51 926 habitantes, de los cuales 28 745 viven en la unidad municipal de Kilkís.
Se ubica en el centro-norte de la periferia. Es fronterizo con Macedonia del Norte, perteneciendo a su término municipal la parte griega del lago Doiran.